# Sherin Naiken
Sherin Naiken (30 de marzo de 1984 (41 años) es una economista y experta en finanzas, de Seychelles. Es Jefa ejecutiva del Consejo de Turismo de las Seychelles, desde el 1 de julio de 2013. Bajo su liderazgo, el turismo ha aumentado con campañas concretas que apuntan a mercados como el Reino Unido.

## Biografía
Nació y creció en Anse Royale distrito administrativo de Mahé, Seychelles, donde completó su educación temprana. Obtuvo un B.Sc en Economía y Estudios Empresariales de la Universidad de Mánchester, R.U. Y un M.Sc en Finanzas por la Universidad de Londres Programas Internacionales.

## Carrera
Empezó su carrera en 2006 en el Ministerio de Desarrollo Nacional como agente industrial antes de crecer en los rangos para devenir directora de promoción de inversión. En julio de 2013, fue nombrada CEO del Consejo de Turismo de las Seychelles, sucediendo a Elsia Grandcourt.
En 2015, fue optimista sobre la perspectiva de turismo de las islas, atribuyendo las reformas económicas del gobierno para el aumento de visitantes en el año, particularmente del Reino Unido y Francia. También enlazó eso con un marketing ejecutado bajo su liderazgo del Consejo de Turismo, con el "lujo a su alcance" apuntando a visitantes potenciales del Reino Unido. Promovió ese trabajo,  apareciendo en entrevistas con la BBC, El Telégrafo Diario y CNN.

## Vida personal
Está casada con Marco Francis, un empresario y expresidente de la Cámara de Seychelles de Comercio e Industria. Juntos,  tienen dos niños.